# Cryptocarya stocksii
Cryptocarya stocksii är en lagerväxtart som beskrevs av Carl Daniel Friedrich Meisner. Cryptocarya stocksii ingår i släktet Cryptocarya och familjen lagerväxter. Inga underarter finns listade i Catalogue of Life.